# Johannes Guter
Johannes Guter, född 25 april 1882 i Riga, död 18 mars 1962 i Greifswald i DDR, var en tysk regissör och manusförfattare.

## Regi i urval
- 1933 - Tvätta rätt - tvätta lätt
- 1925 -  Herr Collins affärer i London